# 六邊形數
六邊形數是能排成正六邊形的多邊形數。第{\displaystyle n}個六邊形數可用公式{\displaystyle n(2n-1)}求得。其首十項為1, 6, 15, 28, 45, 66, 91, 120, 153, 190（OEIS:A000384）。第{\displaystyle n}個六邊形數同時是第{\displaystyle 2n-1}個三角形數。首{\displaystyle n}個六邊形數之和可用公式{\displaystyle {\frac {n(n+1)(4n-1)}{6}}}求得。
1　　　6　　　　  15 　　　　　　 28
1830年勒讓德證明了任何大於1791的整數都能表達成最多4個六邊形數之和。
有13個正整數不能表達成4個六邊形數之和：5, 10, 11, 20, 25, 26, 38, 39, 54, 65, 70, 114, 130（OEIS:A007527）。